# Sticherus retroflexus
Sticherus retroflexus là một loài dương xỉ trong họ Gleicheniaceae. Loài này được J. Bommer ex Christ Copel. mô tả khoa học đầu tiên năm 1947.